# Martin Mensinger
Martin Mensinger (* 1967) ist ein deutscher Bauingenieur und Professor am Lehrstuhl für Metallbau der Technischen Universität München.

## Leben
Mensinger studierte Bauingenieurwesen und Physik (bis zum Vordiplom) an der TU Karlsruhe. Nach einer Anstellung als Tragwerksplaner bei der Philip Holzmann AG, Neu-Isenburg, folgte eine Promotion an der TU Kaiserslautern über Fragestellungen zur Ermüdung von Verbundkonstruktionen bei Helmut Bode. Bei der Firma Voss+Kamb Partner GmbH, Kaiserslautern war er anschließend als Tragwerksplaner im Anlagenbau tätig.
Im Jahr 2001 wechselte er als Mitglied der Geschäftsleitung zur H. Wetter AG in Stetten (CH). Als Leiter der Stahlbauabteilung realisierte er unter anderem Projekte wie das Stadion Letzigrund (Zürich, CH) oder Stadion St.-Jakob-Park (Basel, CH). Nach einem berufsbegleitenden Studium zum Wirtschaftsingenieur an der Hochschule für Wirtschaft in Zürich (CH) folgte er 2003 dem Ruf zum Professor für Stahl- und Verbundbau an die Hochschule für Technik und Architektur Luzern und 2006 schließlich dem Ruf an die Technische Universität München als Professor und Lehrstuhlinhaber des Lehrstuhls für Metallbau.
Seit 2008 ist Mensinger Prüfingenieur und Prüfsachverständiger Fachrichtung Metallbau sowie seit 2012 Prüfer für bautechnische Nachweise im Eisenbahnbau. Seit 2014 ist Mensinger Gründer und Inhaber des Ingenieurbüros Mensinger Stadler mit Standorten in München, Prien (Chiemsee) und Kaiserslautern. Er ist zudem Mitglied verschiedener nationaler und internationaler Gremien in der Normung und leitet im Auftrag der Europäischen Union seit 2018 das Projektteam zur Überarbeitung der EN 1994-2 (Verbundbrückenbau).

## Wissenschaftlicher Beitrag
Seine Forschungsschwerpunkte finden sich u. a. im Stahl- und Verbundbrückenbau, der Beurteilung historischer Stahlkonstruktionen und im Brandschutz von Stahl- und Verbundkonstruktionen. Dort konnte er u. a. mit seinen Forschungen zur Membranwirkung von Verbundecken im Brandfall, der Entwicklung einer Naturbrandkurve für Brände in Hohlräumen von abgehängten Decken und Doppelböden, sowie zum Einfluss einer Feuerverzinkung auf das Erwärmungsverhalten von Stahlbauteilen wesentliche wissenschaftliche Beiträge liefern. Mensinger war und ist immer wieder an der Entwicklung neuer innovativer Bauweisen beteiligt. Im Brückenbau sind hier beispielhaft die VTF-Rail Bauweise, sowie die Pilotbrücke Greißelbach zu nennen, im Hochbau die Entwicklung des nachhaltigen Deckensystems Top-Floor-Integral oder die Entwicklung neuartiger ultrahochtragfähiger Verbundstützen (Stabbündelstützen, Blechlamellenstützen). Weitere Forschungsgebiete sind die Additive Fertigung von Metallbauteilen mittels SLM, sowie der Einsatz künstlicher Intelligenz (AI) während der Entwurfsphase von Tragwerken im Hochbau, die er erstmals bei der Entwicklung des Sustainable Office Designers, eine SketchUp-Plugins zur Generierung nachhaltiger Tragwerke für Bürogebäude in Verbundbauweise, einsetzte.

## Auszeichnungen
- Bilfinger und Berger Preis (1995)[9]
- Tulla Medaille (1996)[10]
- Europäischer Stahlbaupreis (2007)
- Prix Acier (2005 / 2007)[11]
- Innovationspreis Feuerverzinken (2018)[12]
- Anerkennung Deutscher Brückenbaupreis (2018)[13]

## Schlüsselpublikationen (Auszug)
- M. Mensinger, C. Gaigl: Feuerwiderstand verzinkter Stahlkonstruktionen – R30 – ungeschützt. In: Stahlbau. Band 88, Nr. 1, 2019, S. 3–10.[14]
- M. Mensinger, M. Fontana, A. Frangi: Entwicklung eines multifunktionalen Deckensystems mit erhöhter Ressourceneffizienz. In: Stahlbau. Band 79, Nr. 4, 2010, S. 282–297.[15]
- T. Zinke, R. Diel, M. Mensinger, T. Ummenhofer: Nachhaltigkeitsbewertung von Brückenbauwerken. In: Stahlbau. Band 79, Nr. 6, 2010, S. 448–455.[16]
- M. Mensinger, K. Schwindl: Gelenkige Sekundärträgeranschlüsse mit langen Fahnenblechen im Verbundbau. In: Bauingenieur. Band 85, Nr. 10, 2010, S. 421–433.[17]